# Nova School of Business and Economics
La Nova School of Business and Economics (Nova SBE) è una business school di eccellenza, situata in Portogallo. La prestigisa business school è riconosciuta a livello internazionale e rientra tra le prime dieci business school al mondo, secondo il Financial Times. Fa parte della Nuova Università di Lisbona.